# Dänisch-deutsche Beziehungen
Die dänisch-deutschen Beziehungen sind heute vor allem durch eine enge wirtschaftliche Zusammenarbeit geprägt.
Die beiden Nachbarländer sind Mitglied in der Europäischen Union und in der NATO. Sie haben eine 67 Kilometer lange gemeinsame Landgrenze.

## Geschichte

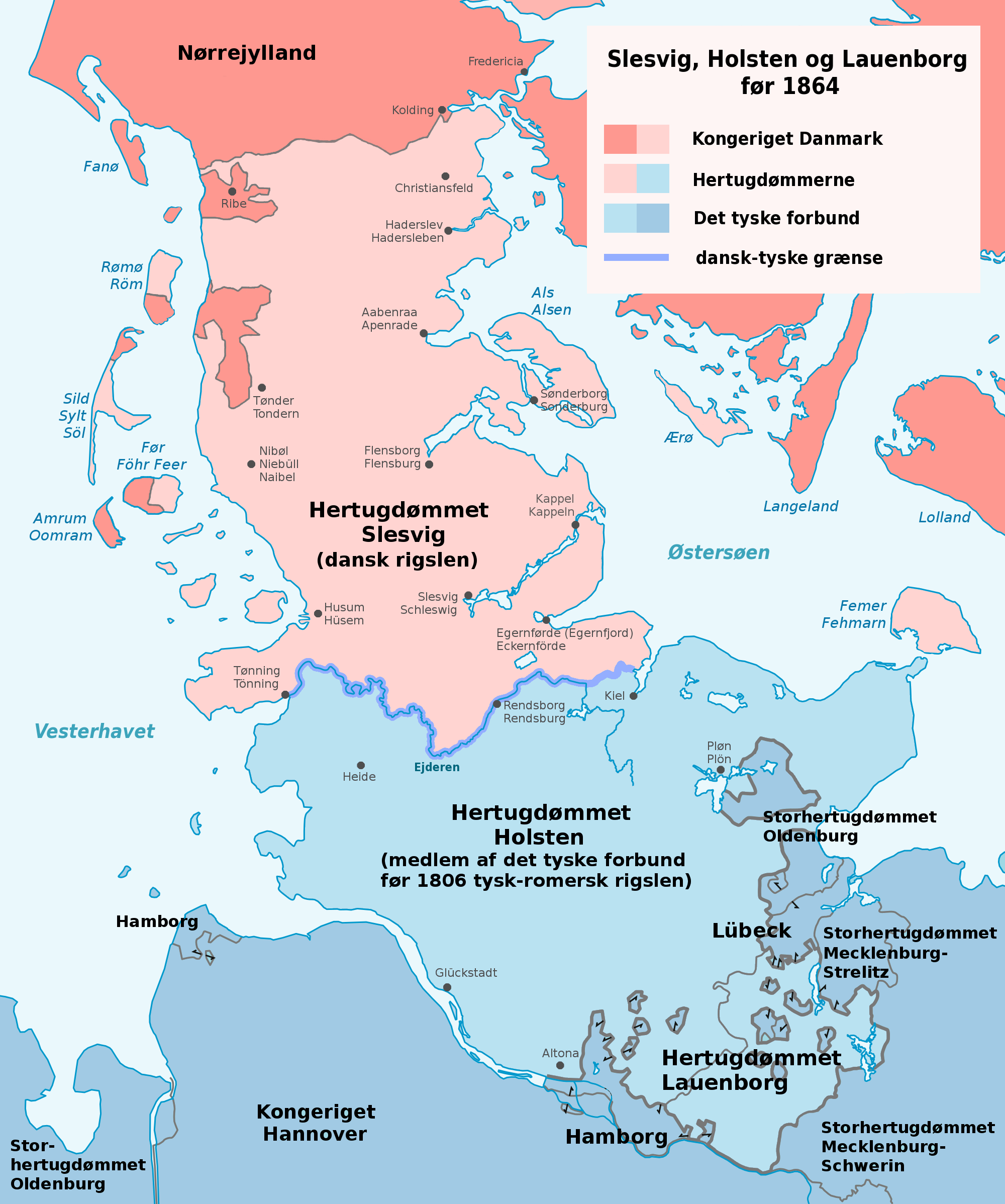
Die Herzogtümer Schleswig und Holstein vor dem Deutsch-Dänischen Krieg

Vor 1864 regierte der dänische König in seiner Eigenschaft als Herzog die Herzogtümer Schleswig (als dänisches Lehen) sowie Holstein und Lauenburg (als deutsche Lehen bzw. ab 1815 als Mitgliedsstaaten des Deutschen Bundes). Holstein war rein (nieder-)deutschsprachig, während in Schleswig sowohl Deutsch, Dänisch als auch Nordfriesisch verbreitet waren, wobei das Dänische und Friesische als Umgangssprachen bis zu den Sprachwechseln der Neuzeit noch weiter im Süden Schleswigs verbreitet waren. Die Sprachgrenze verlief ursprünglich etwa zwischen Husum und Eckernförde. Im Schleswig-Holsteinischen Krieg (1848–1851) kämpften Dänen und Deutsche um die Herrschaft über Schleswig und Holstein. Dänemark konnte den Sieg gegen die von Preußen und dem Deutschen Bund unterstützten Truppen erringen, so dass Schleswig und Holstein unter dänischer Hoheit blieben.
Im Deutsch-Dänischen Krieg (1864) besiegten österreichische und preußische Truppen in Schleswig und im übrigen Jütland die dänischen Truppen. Bereits zuvor hatten Truppen des Deutschen Bundes in einer Bundesexekution kampflos das bundesangehörige Holstein besetzt. Im Vertrag von Wien von 1864 wurde den dänischen Schleswigern die Möglichkeit einer dänischen Option ermöglicht, etwa 25.000 Optanten machten davon Gebrauch. Im Vertrag von Gastein vom 14. August 1865 erhielt Preußen das Herzogtum Sachsen-Lauenburg und das Herzogtum Schleswig, während Holstein bis zum preußischen Einmarsch 1866 an Österreich fiel. Der Vertrag von Prag von 1866 nannte in Artikel 5 ein nationales Referendum in Schleswig, das jedoch erst auf Druck der Alliierten 1920 durchgeführt wurde. Um die Situation der vor 1898 von dänischen Optanten in Schleswig geborenen Kinder, die formell staatslos waren, zu lösen, gingen Deutschland und Dänemark 1907 den Optantenvertrag ein. Dänemark verzichtete im Gegenzug auf die Forderung nach einer Volksabstimmung und erkannte die Grenze an.
Im Ersten Weltkrieg blieb Dänemark neutral. 1920 fiel nach einer Volksabstimmung Nordschleswig an Dänemark. Der mittlere und südliche Teil – Südschleswig – blieb bei Deutschland. Die so gezogene Grenze bildet noch heute den Grenzverlauf.
Unter Missachtung seiner Neutralität und des deutsch-dänischen Nichtangriffspakt wurde Dänemark im Rahmen der Operation Weserübung ab dem 9. April 1940 von der Wehrmacht des Deutschen Reiches besetzt. Das Land litt bis Ende des Zweiten Weltkriegs unter der deutschen Besatzung. Wie schon zuvor die deutsche Minderheit in der Zeit von 1920 bis 1945 forderte unmittelbar nach dem Krieg die dänische Minderheit eine Neuziehung der Grenze. Die britische Regierung eröffnete der dänischen in der Septembernote vom 9. September 1946 die Möglichkeit einer Grenzverschiebung, was die dänische Regierung jedoch in der Oktobernote vom 19. Oktober 1946 ablehnte. Bereits am 9. Mai 1945 hatte sich der dänische Ministerpräsident Buhl gegen eine Grenzänderung ausgesprochen. Der Morgenthauplan von 1944 sah ebenfalls eine Grenzrevision vor, indem die neue Grenze nördlich der geplanten internationalen Zone um den Nord-Ostsee-Kanal verlaufen wäre.

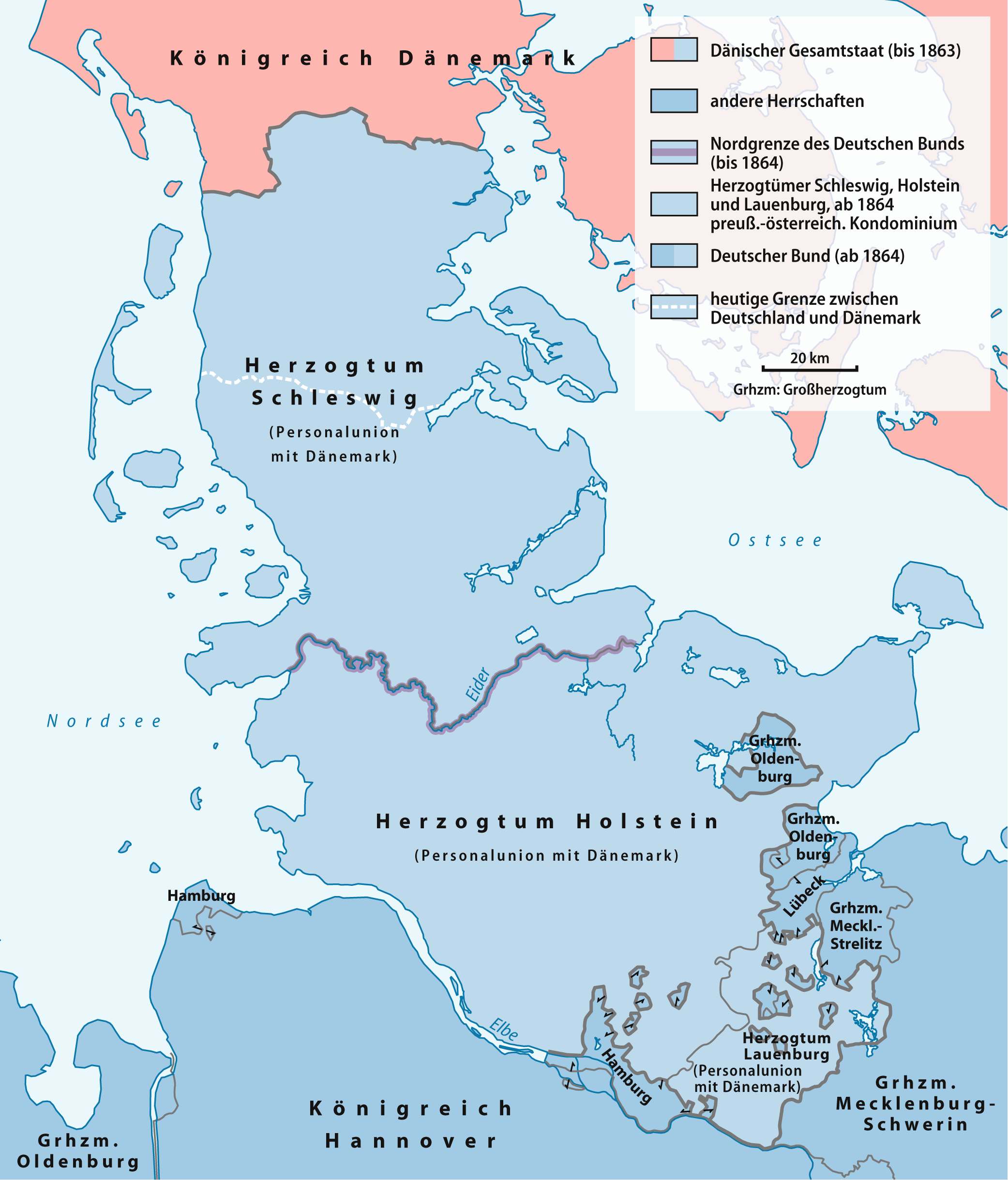
Gebietsveränderungen infolge des Deutsch-Dänischer Kriegs 1864 – ohne Einbeziehung der Königlichen Enklaven

Nach einem positiven Referendum vom 2. Oktober 1972 wurde Dänemark am 1. Januar 1973 Mitglied der Europäischen Gemeinschaft, der auch Deutschland als Gründungsmitglied angehört.
Dänemark ist Gründungsmitglied der NATO. Seit dem Beitritt der BRD am 6. Mai 1955 gehören beide Länder damit demselben Militärbündnis an.
Heute sind die bilateralen Beziehungen der Nachbarstaaten eng und intensiv. In kultureller Hinsicht stagnieren sie jedoch.

## Wirtschaft
17,8 Prozent der dänischen Exporte gehen nach Deutschland und sogar 20,4 Prozent der dänischen Importe stammen aus Deutschland. Damit ist Deutschland für Dänemark der mit Abstand wichtigste Handelspartner. Bei der deutlich größeren deutschen Volkswirtschaft liegt Dänemark auf Platz 20 der Importe und auf Platz 17 bei den Exporten. Dänemark exportiert insbesondere Industrieprodukte, Maschinen und Instrumente sowie landwirtschaftliche Produkte nach Deutschland. In die Gegenrichtung werden Maschinen und Fahrzeuge, Halbfertig- und Fertigwaren, Chemikalien und landwirtschaftliche Produkte exportiert.
Dänemark hat im Jahr 2000 in einer Volksabstimmung die Einführung des Euro abgelehnt. Die Dänische Krone unterliegt allerdings dem Wechselkursmechanismus II. Die Schwankung zum Euro darf höchstens ± 2,25 % um den festgelegten Leitkurs von 1 Euro = 7,46038 DKK betragen. Die Wechselkursunsicherheit zwischen beiden Staaten ist daher gering.

## Verkehr

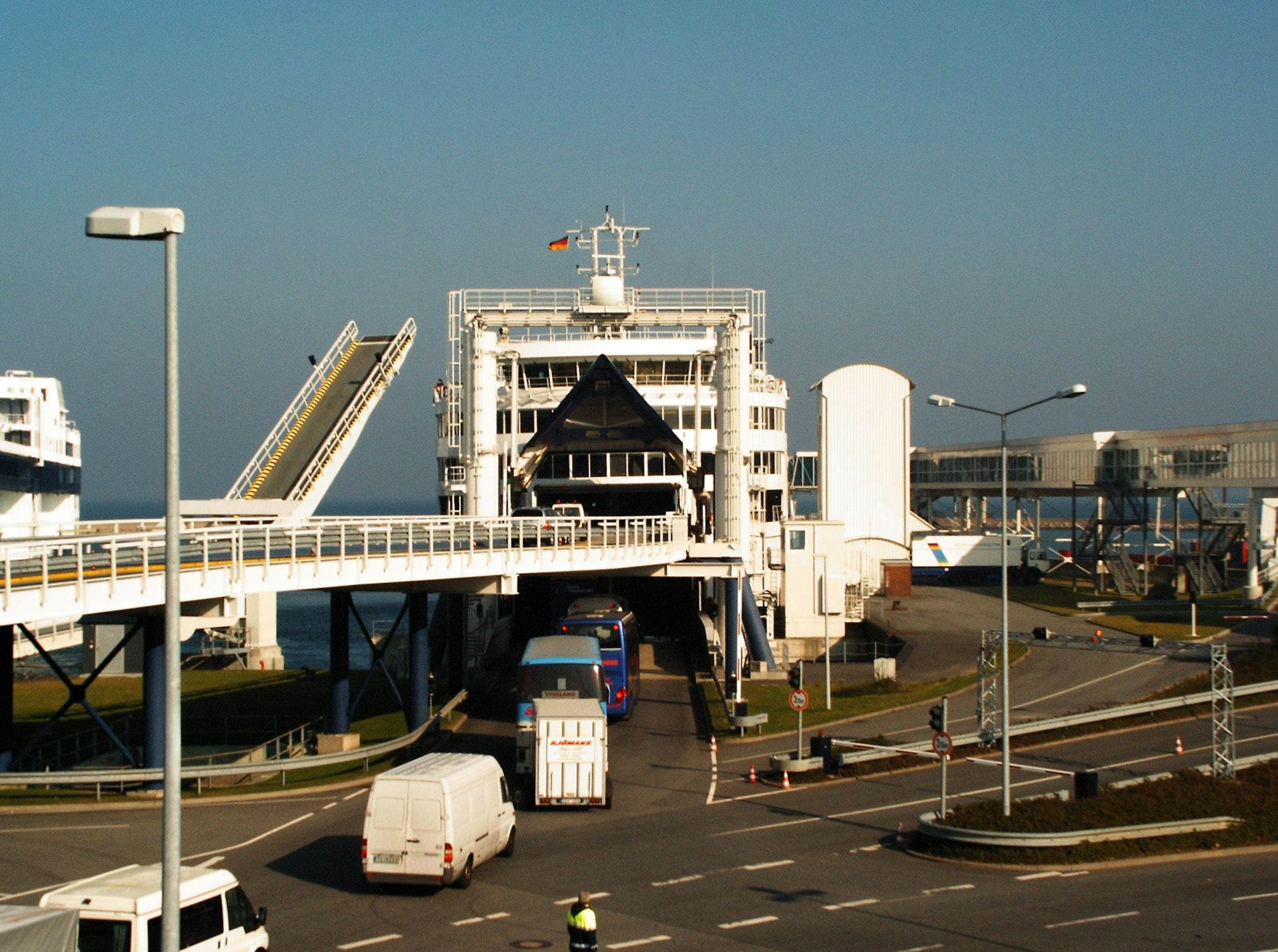
Fähre in Puttgarden (2005); oben: Zufahrt für Pkw, unten: Zufahrt für Züge und Lkw

Das Straßennetz beider Länder verbindet auf der Jütlandlinie die Europastraße 45, die auf deutscher Seite durch die A7 gebildet wird. Über die Vogelfluglinie werden seit 1963 durch eine Fähre die dänische Insel Lolland mit dem Fährhafen Rødbyhavn und die deutsche Insel Fehmarn für Autos und Züge verbunden. Über diese Strecke betreibt die Deutsche Bahn ICE bis Kopenhagen, hinzu kommen Züge nach Esbjerg ab Niebüll oder Aarhus ab Flensburg. Weitere Fährverbindungen für Kraftfahrzeuge bestehen zwischen Rostock und Gedser sowie mit der TT-Line von Travemünde über die schwedischen Häfen in Trelleborg oder Malmö. Das größte bilaterale Projekt ist zurzeit (2011) die feste Fehmarnbelt-Querung, eine Brücke für Züge und Kraftfahrzeuge auf der Vogelfluglinie.
Sieben dänische Flughäfen haben Verbindungen nach Deutschland. Allein der Flughafen Kopenhagen-Kastrup wird von 17 deutschen Flughäfen aus angeflogen.

## Grenzkontrollen
Mit dem Beitritt Dänemarks zum Schengener Abkommen fielen die Kontrollen an der gemeinsamen Grenze zum 1. Dezember 2000 weg. Für Irritationen im deutsch-dänischen Verhältnis sorgte 2011 die (bald wieder aufgehobene) Wiedereinführung permanenter Kontrollen an den dänischen Grenzen. In Folge der Flüchtlingskrise 2015 führte Dänemark Anfang 2016 erneut stichprobenartige Grenzkontrollen ein. 2016 wurde dabei 2.900 Menschen die Einreise verweigert.

## Minderheiten
Nach dem Deutsch-Dänischen Krieg 1864 entwickelte sich im nun preußischen Schleswig die dänische Minderheit. Seit der Volksabstimmung 1920 gibt es beiderseits der neuen Grenze nationale Minderheiten; auf der deutschen Seite die dänische, auf der dänischen Seite die deutsche Minderheit. Beide unterhalten eine größere Anzahl von Kindergärten, Schulen und Vereine zur Pflege der eigenen Kultur. Das Minderheitenproblem beiderseits der Grenze wurde in den Bonn-Kopenhagener Erklärungen 1955 gelöst. Das Modell wurde oft als Vorbild für die friedliche Lösung von Minderheitenproblemen hervorgehoben.
Die dänische Minderheit in Deutschland umfasst etwa 50.000 Angehörige, die im südlichen Teil des ehemaligen Herzogtums Schleswigs (Südschleswig) im Norden des Bundeslandes Schleswig-Holsteins leben. Der Südschleswigsche Wählerverband ist als ihre politische Vertretung von der Fünf-Prozent-Hürde bei Landtags- und Bundestagswahlen befreit, muss aber dennoch so viele Stimmen erringen, wie bei der Sitzverteilung für die Zuteilung des letzten Mandates notwendig sind.
Die deutsche Minderheit in Dänemark umfasst etwa 18.000 Angehörige im nördlichen Teil des ehemaligen Herzogtums Schleswig (Nordschleswig) in der Region Syddanmark und ist ebenfalls mit weitreichenden Rechten ausgestattet.
Hinzu kommt die nordfriesische Volksgruppe an der Westküste mit entsprechenden Kulturvereinen und mit dem Nordfriisk Instituut.

## Migration
Die Zahl der deutschen Auswanderer nach Dänemark ging im Zuge der Wirtschaftskrise von 2.208 im Jahr 2008 über 1.667 im Jahr 2009 auf 1.265 im Jahr 2010 zurück.

## Arbeit und Leben
Im Rahmen der Arbeitnehmerfreizügigkeit können Deutsche in Dänemark sechs Monate ohne Aufenthaltsgenehmigung arbeiten. Für einen längeren Aufenthalt ist eine Aufenthaltsbescheinigung erforderlich, die EU-Bürgern bei Vorliegen einer Erwerbstätigkeit in der Regel problemlos ausgestellt wird. Eine zeitlich unbegrenzte Aufenthaltserlaubnis kann nach fünfjährigem ununterbrochenem legalen Aufenthalt in Dänemark auf Antrag erworben werden.

## Diplomatische Vertretungen
- Dänemark unterhält eine Botschaft in Berlin, Generalkonsulate in Flensburg und Hamburg und ein Konsulat in München. Außerdem amtieren einige Honorarkonsuln.[26]
- Deutschland unterhält eine Botschaft in Kopenhagen. Es arbeiten ebenfalls einige Honorarkonsuln in dänischen Städten.[27]
- Beide Länder sind Mitglieder der Europäischen Union, der OSZE und des Ostseerates.